# Acanthathous
Acanthathous is een geslacht van kevers uit de familie  
kniptorren (Elateridae).
Het geslacht is voor het eerst wetenschappelijk beschreven in 1896 door Champion.

## Soorten
Het geslacht omvat de volgende soorten:
- Acanthathous aequinoctialis (Champion, 1896)
- Acanthathous angusticollis (Champion, 1896)
- Acanthathous aztecus (Champion, 1896)
- Acanthathous campanulatus (Champion, 1896)
- Acanthathous carinicollis (Champion, 1896)
- Acanthathous championi (Schwarz, 1901)
- Acanthathous marcidus (Champion, 1896)
- Acanthathous mexicanus (Champion, 1896)
- Acanthathous pachyderoides Champion, 1896
- Acanthathous photinoides (Champion, 1896)
- Acanthathous rugipennis (Champion, 1896)